# María Milagros Charbonier
María Milagros Charbonier Laureano (ngày 24 tháng 11 năm 1963) là một chính trị gia người Puerto Rico. Bà được bầu vào Hạ viện Puerto Rico trong cuộc tổng tuyển cử năm 2012. Bà cũng từng là Tổng thư ký của Đảng Tiến bộ mới (PNP). Bà là một nhân vật gây tranh cãi ở Puerto Rico do quan điểm tôn giáo và hoạt động chống LGBT.

## Sự nghiệp chính trị
Charbonier từng là Tổng thư ký của Đảng Tiến bộ mới (PNP) trong nhiệm kỳ của Pedro Rosselló làm Thống đốc Puerto Rico.
Bà xuất hiện trong một lá phiếu lần đầu tiên vào năm 2008 khi bà ứng cử đại biểu từ Puerto Rico đến Hội nghị Quốc gia Dân chủ 2008. Bà đã cam kết với Thượng nghị sĩ Barack Obama. Sau đó, bà chuyển sang Đảng Cộng hòa và tranh cử đại biểu tham dự Hội nghị Quốc gia Cộng hòa 2016, cam kết với Ben Carson.
Charbonier đã giành được một vị trí trong lá phiếu PNP tại các cuộc bầu cử sơ bộ vào đầu năm 2012. Bà đã đứng ở vị trí thứ năm trong cuộc bỏ phiếu. Bà đã được bầu tại cuộc bầu cử năm 2012, nhận được số phiếu cao thứ hai trong đảng của mình, sau người phát ngôn đương nhiệm Jenniffer González.
Sau khi tái tranh cử vào năm 2016, Charbonier được bầu làm chủ tịch Hạ viện của Ủy ban Tư pháp Puerto Rico.
Bà là một nhân vật gây tranh cãi trong chính trị do quan điểm truyền thống của bà về các cá nhân LGBT, hợp pháp hóa cần sa, trong số các đối tượng khác. Là một phần của hoạt động chống LGBT của bà, Charbonier đã cố gắng ngăn chặn hôn nhân đồng giới thông qua Tòa án bằng cách kiện thống đốc cho rằng quyết định của Tòa án Tối cao Hoa Kỳ tại Obergefell v. Hodges không áp dụng cho Puerto Rico vì vị thế của nó là một lãnh thổ chưa hợp nhất. Tòa án tối cao Puerto Rico đã đưa ra một ý kiến bác bỏ yêu cầu này và tuyên bố rằng các nguyên đơn không có cơ hội từ xa. Bà cũng đã bị chỉ trích vì những nỗ lực hợp pháp hóa sự phân biệt đối xử đối với các cá nhân LGBT thông qua các miễn trừ về tôn giáo và luật pháp. Trong năm 2013 trong buổi điều trần công khai về một dự luật để mở rộng sự bảo vệ chống lại bạo lực gia đình để các cặp vợ chồng quan hệ tình dục cùng bà so sánh đồng tính luyến ái và lạm dụng tình dục và tình dục với động vật, đưa ra chỉ trích vì các nhà lập pháp khác và các nhà hoạt động LGBTQ. Vào tháng 5 năm 2024, Văn phòng Công tố Liên bang đã yêu cầu mức án 15 năm tù đối với María Milagros Charbonier Laureano, người bị kết tội thổi phồng lương của một trong những nhân viên lập pháp của bà để hối lộ anh ta hai tuần một lần.

## Cuộc sống cá nhân
Tính đến năm 2012, María Milagros Charbonier đã kết hôn được 28 năm với luật sư Orlando Montes Rivera. Họ có hai con.